# Трновец на Ваху
Трновец на Ваху (слч. Trnovec nad Váhom, мађ. Tornóc) насељено је мјесто са административним статусом сеоске општине (слч. obec) у округу Шаља, у Њитранском крају, Словачка Република.

## Становништво
| Година:    | 1994. | 2004.   | 2014.   | 2024.   |
| ---------- | ----- | ------- | ------- | ------- |
| Број људи: | 2466  | 2603    | 2688    | 2757    |
| Разлика:   |       | +5,55 % | +3,26 % | +2,56 % |

| Година:    | 2023. | 2024.   |
| ---------- | ----- | ------- |
| Број људи: | 2775  | 2757    |
| Разлика:   |       | -0,64 % |

Према подацима о броју становника из 2011. године насеље је имало 2.653 становника.